# Rzepnowo
Rzepnowo (deutsch Repenow) ist ein Dorf in der Woiwodschaft Westpommern in Polen. Es gehört zur Gmina Pyrzyce (Gemeinde Pyritz) im Powiat Pyrzycki (Pyritzer Kreis).

## Geographische Lage
Das Dorf liegt in Hinterpommern, etwa 35 Kilometer südöstlich von Stettin. Die nächsten Nachbarorte sind Żabów (Sabow) im Norden, die Kreisstadt Pyrzyce (Pyritz) im Südosten, Rokity (Rackitt) im Süden, Nowe Chrapowo (Neu Grape) im Westen und Stare Chrapowo (Alt Grape) im Nordwesten.

## Geschichte
Im Jahre 1332 wurde ein Paridam von Wacholt als Lehensträger von Repenow genannt. Im Jahre 1346 kam Repenow an das Marienstift zu Stettin.
In Ludwig Wilhelm Brüggemanns Ausführlicher Beschreibung des gegenwärtigen Zustandes des Königlich Preußischen Herzogtums Vor- und Hinterpommern (1784) ist Repenow aufgeführt. Damals gab es hier ein Freischulzengericht, elf Bauern, zwei Kossäten, eine Schmiede und einen Schulmeister, insgesamt 21 Haushaltungen („Feuerstellen“). Das Dorf gehörte auch damals noch der Marienstiftskirche zu Stettin.
Im Jahre 1898 erhielt Repenow Bahnanschluss durch die Strecke Pyritz–Klein Schönfeld der Pyritzer Kreisbahn; die Strecke ist heute stillgelegt.
Bis 1945 bildete Repenow eine Gemeinde im Kreis Pyritz der Provinz Pommern. Zur Gemeinde gehörte auch der Wohnplatz Karlsfelde.
Nach dem Zweiten Weltkrieg kam Repenow, wie alle Gebiete östlich der Oder-Neiße-Grenze, an Polen. Die Bevölkerung wurde vertrieben. Der Ortsname wurde zu „Rzepnowo“ polonisiert.

## Entwicklung der Einwohnerzahl
- 1867: 189 Einwohner[3]
- 1871: 198 Einwohner[3]
- 1925: 234 Einwohner[2]